# Odo z Bayeux
Odo z Bayeux (francouzsky Odon de Conteville řečený Odon de Bayeux, 1037 -1097 Sicílie) byl biskup z Bayeux, hrabě z Kentu a nevlastní bratr Viléma Dobyvatele. Dočasně hrál významnou roli ve správě anglického království, dvakrát byl obviněn ze spiknutí proti panovníkovi a byl pravděpodobně objednavatelem tapisérie z Bayeux. Zemřel při cestě k osvobození Božího hrobu během zimování na Sicílii.

## Život

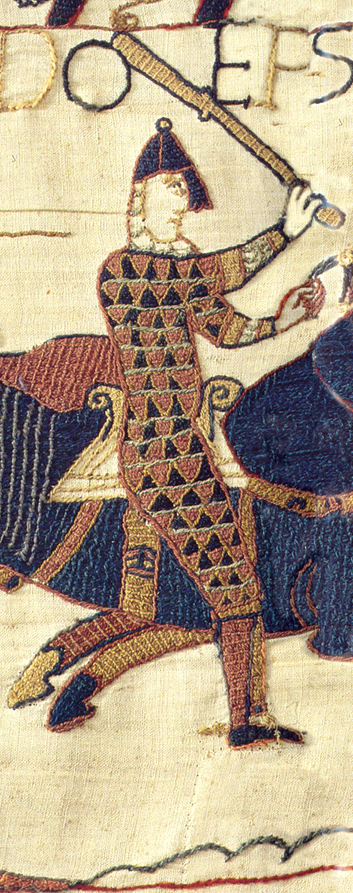
Odo jako bojovný prelát (tapisérie z Bayeux)

Byl synem Herlevy z Falaise a Herluina z Conteville. Jeho matka bývala konkubínou normandského vévody Roberta a z tohoto vztahu se narodil Odonův starší bratr Vilém, který Odonovi již v jeho nízkém věku zajistil biskupský stolec v Bayeux. Odo se naopak zúčastnil Vilémovy invaze do Anglie a bitvy u Hastingsu. Přímého boje se pravděpodobně nezúčastnil, ale dodával bojovníkům odvahy bohoslužbou a pomáhal řazení oddílů. V bratrově novém království získal titul hraběte z Kentu a v době jeho pobytu na kontinentu býval regentem. Roku 1082 upadl pro podezření ze spiknutí v bratrovu nemilost a po obvinění z pokusu o zradu skončil v žaláři.
| „                    | Odo byl velmi mocným biskupem v Normandii, jeho stolicí bylo Bayeux a zastával nejpřednější místo po králi. V Anglii spravoval hrabství, a když byl Vilém v Normandii, byl prvním mužem v zemi. A toho uvrhl Vilém do vězení... | “ |
| — Anglosaská kronika | |   |

Na svobodu se dostal až po pěti letech po smrti Viléma Dobyvatele, získal zpět své rozsáhlé statky a postavil se do čela vzpoury proti čerstvě korunovanému Vilémovi, svému synovci.
| „                                          | Budeme-li sloužit vévodovi Robertovi, urazíme jeho bratra Viléma a on nás pak připraví o naše důchody a tituly v Anglii. Na druhé straně, budeme-li poslušni krále Viléma, zbaví nás vévoda Robert dědičných statků v Normandii... | “ |
| — Odo z Bayeux (kronika Orderica Vitalise) | |   |

Cílem vzbouřenců mělo být svržení panovníka, vzpoura však byla potlačena, Odo definitivně přišel o své anglické statky a byl nucen opustit ostrovní království. Nikdy se nedočkal Vilémova odpuštění. Uchýlil se na své normandské panství a v druhé polovině roku 1096 vyslyšel společně s druhým synovcem Robertem, s nímž ho zřejmě pojily přátelské vztahy, papežovu výzvu ke křížové výpravě do Svaté země. Zemřel počátkem roku 1097 při zimování na Sicílii a byl pohřben v katedrále v Palermu.